# Samuel Scherrer
Samuel Scherrer (15 de marzo de 1997) es un deportista suizo que compite en lucha libre. Ganó dos medallas de plata en el Campeonato Europeo de Lucha, en los años 2020 y 2021, ambas en la categoría de 92 kg.

## Palmarés internacional
| Campeonato Europeo | Campeonato Europeo | Campeonato Europeo | Campeonato Europeo |
| Año                | Lugar              | Medalla            | Categoría          |
| ------------------ | ------------------ | ------------------ | ------------------ |
| 2020               | Roma (Italia)      | Medalla de plata   | 92 kg              |
| 2021               | Varsovia (Polonia) | Medalla de plata   | 92 kg              |